# Acrosorus streptophyllus
Acrosorus streptophyllus är en stensöteväxtart som först beskrevs av Bak., och fick sitt nu gällande namn av Edwin Bingham Copeland. Acrosorus streptophyllus ingår i släktet Acrosorus och familjen Polypodiaceae. Inga underarter finns listade.